# (75413) 1999 XW110
1999 أكس دابليو 110 (ويعرف أيضًا باسم (75413) 1999 أكس دابليو 110 وفق تسمية الكوكب الصغير) (بالإنجليزية: 1999 XW110)‏ هو كويكب ضمن حزام الكويكبات؛ وترتيبه 75413 من حيث الاكتشاف.
اكتُشف هذا الجُرم الفلكي بواسطة ماسح السماء كاتالينا في 5 ديسمبر 1999.

## وصلات خارجية
- (75413) 1999 XW110 في قاعدة بيانات مختبر الدفع النفاث لأجرام النظام الشمسي الصغيرة

- الاكتشاف · مخطط المدار ·  العناصر المدارية · المعلمات المادية

- (75413) 1999 XW110 على موقع ويكي سكاي: DSS2, SDSS, GALEX, IRAS, Hydrogen α, X-Ray, Astrophoto, Sky Map, Articles and images